# Dipeptide

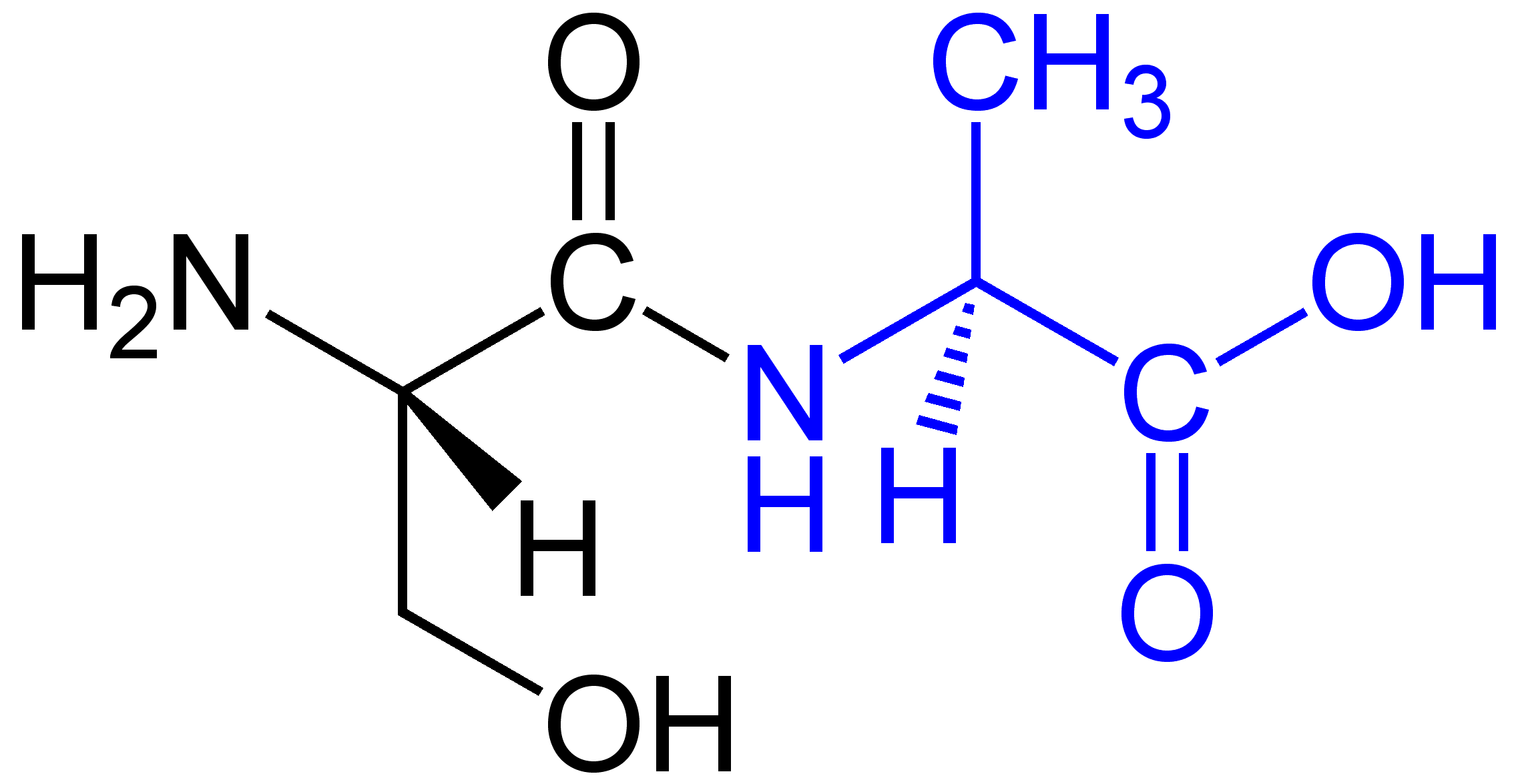
Dipeptide (L-sérine–L-alanine).

Un dipeptide est une molécule constituée de deux résidus d'acide aminé liés par une liaison peptidique.
Les dipeptides sont produits à partir de polypeptides par action d'une enzyme de type hydrolase, la dipeptidyl peptidase. Les protéines alimentaires sont digérées en dipeptides et acides aminés, les dipeptides étant absorbés plus rapidement que ces derniers, car leur absorption résulte d'un mécanisme distinct. Les dipeptides activent les cellules G du fond de l'estomac qui sécrètent la gastrine.
La synthèse de Bergmann de peptides à partir d'azlactones est une synthèse organique classique pour la préparation de dipeptides,.

## Exemples de dipeptides
- Carnosine (β-alanyl-L-histidine), très concentrée dans les muscles et le cerveau.
- Ansérine (β-alanyl-N-méthyl histidine), présente dans les muscles squelettiques et le cerveau des mammifères.
- Homoansérine (N-(4-aminobutyryl)-L-histidine), autre dipeptide identifié dans le cerveau et les muscles des mammifères.
- Kyotorphine (L-tyrosyl-L-arginine), dipeptide neuroactif, qui joue un rôle dans la régulation de la douleur dans le cerveau.
- Balenine (ou ophidine) (β-alanyl-N τ-méthyl histidine), identifiée dans les muscles de plusieurs espèces de mammifères (y compris l'homme) et du poulet.
- Aspartame (N-L- α-aspartyl-L-phénylalanine 1-méthyl ester), édulcorant.
- Glorine (N-propionyl-γ-L-glutamyl-L-ornithine-δ-lac éthyl ester), dipeptide chimiotactique pour le Mycétozoaire Polysphondylium violaceum.
- Barettine (cyclo-[(6-bromo-8-en-tryptophan)-arginine]), dipeptide cyclique de l'éponge Geodia barretti.
- Pseudoproline.
- Glycylglycine.